# Фінський національний балет

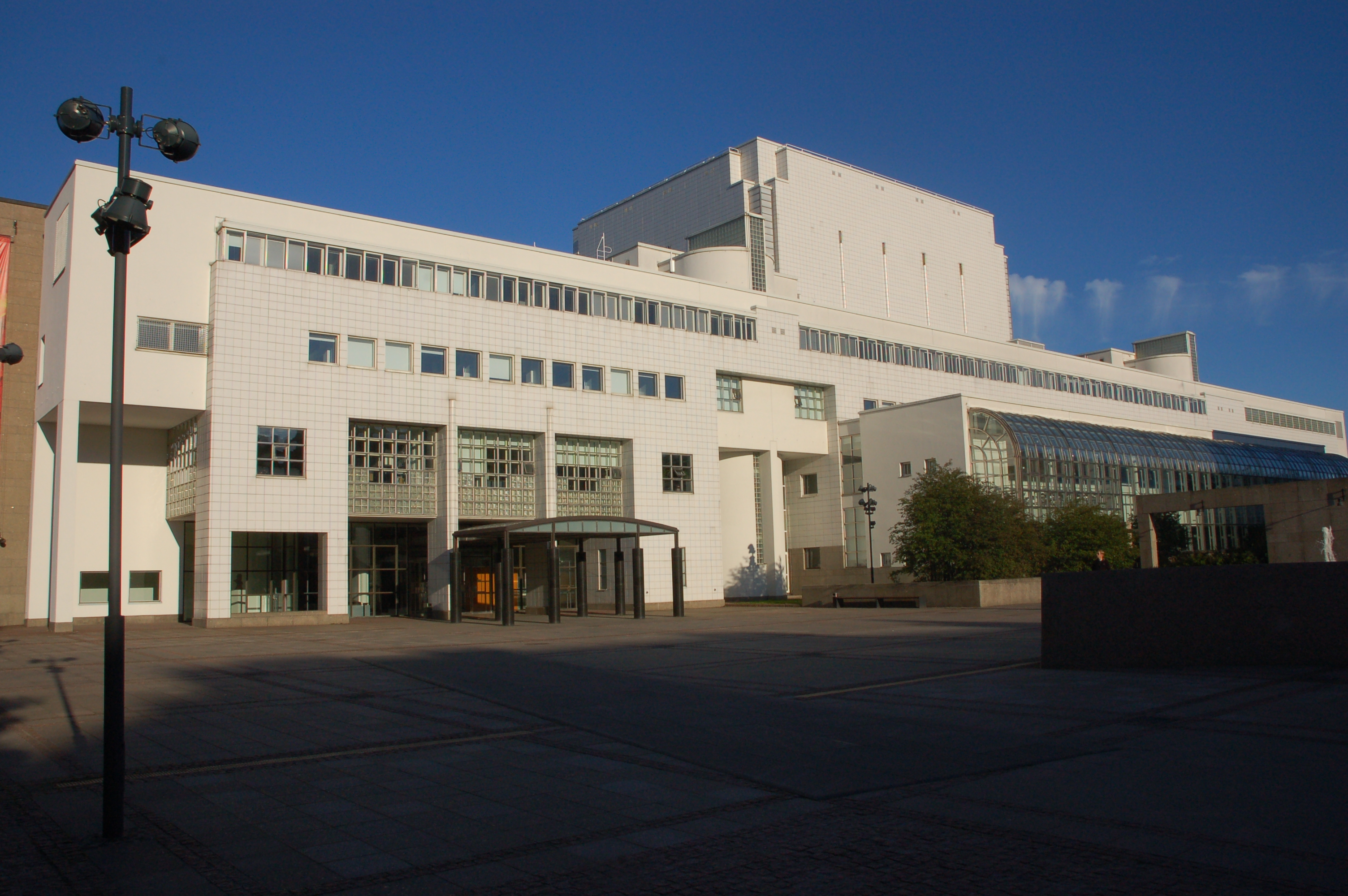
Будинок опери та балету в Гельсінкі

Фінський національний балет (фін. Suomen Kansallisbaletti) — найстаріший балетний колектив Фінляндії, утворений в 1922 в Гельсінкі при Фінській національній опері.

## Історія
Імпульсом для становлення національного балету Фінляндії стали організовані фінським імпресаріо Едвардом Фацером гастролі країнами Скандинавії групи артистів Маріїнського театру — Анни Павлової, Любові Єгорової, Євгенії Едуардової, Миколи Легата, Адоль. 1908 року артисти виступили на сцені Олександрівського театру в Гельсінгфорсі.
В 1911 році на сцені Олександрівського театру дебютували перші фінські артисти балету — Меггі Гріпенберг, Тойво Нісканен та Т. Детерхольм.
Восени 1921 року відомий театральний менеджер, який мав тісні зв'язки з балетом Маріїнського театру, а з 1911 року директор Фінської національної опери Едвард Фацер запросив на посаду головного балетмейстера новостворюваного фінського балету Жоржа Ге (Гренфельдта), а також артистів, що навчалися в Петрограді,— Ельзу Вілль, Олександра Сакселіна, Мері Пайшеву, Катерину Лютикову (Островську) (1890—?), Ольгу Облакову (1898—1928), які склали першу трупу новоствореного фінського балету.
17 січня 1922 року на сцені Олександрівського театру в Гельсінкі відбулася прем'єра балету «Лебедине озеро», поставленого в повному обсязі в хореографії Маріуса Петіпа та Лева Іванова (у головних партіях Георг Ге та Мері Пайшева).
У 1935 році через розбіжності в питаннях фінансування балету, балетмейстер Георг Ге з частиною солістів (Л. Ніфонтова, А. Мартикайнен та ін.) залишили фінську сцену і виступали закордоном (Франція, Швеція), а Фінський національний балет очолив балетмейстер Олександр Сакселін, який навчався в Імператорській балетній школі.
В 1955 році балетмейстер Георг Ге знову повернувся до художнього керівництва Фінським національним балетом, а в 1962 році на цій посаді його змінив балетмейстер Микола Березов.
З 1930 по 1950 роки провідними танцівницями були: Ір'я Коскінен, Маргарета фон Бар, Доріс Лайне, Лійса Такселл, Ельза Сюльвестерссон, Май-Ліс Раяла, Ірина Худова; танцівники — Клаус Салін, Карі Карнакоскі, Лео Ахонен, Інто Лятті та інші.
У 1960-х — 1980-х роках фінський балет відкрив світові мистецтва ряд відомих солістів і прима-балерин: Сейю Сілфверберг, Мінну Тервамякі, Матті Тікканена, Сореллу Енглунд, Маріанну Румянцеву та інших.
З 1979 по 1982 роки як педагог-консультант Фінського національного балету в Гельсінкі працювала народна артистка СРСР, балерина Ніна Меновщикова, яка здійснила постановку балету «Жізель».
З лютого 1992 по 2001 роки головним балетмейстером та художнім керівником Фінського національного балету був Йорма Уотінен. Цей період пов'язаний з ослабленням зв'язків з російським балетом і появою в репертуарі театру трактувань відомих класичних балетів, створених для балетної школи Парижа, таких як: версія «Лебединого озера» Володимира Бурмейстера, а також версії «Лускунчика» та «Сплячої красуні» Нурєєва. В 2000 році Сільві Гіллем створила для фінського балету свою версію «Жізелі». Сам Уотінен розробляв хореографію багатьох фінських національних сюжетів («Забутий горизонт» — «The Forgotten Horizon», 1980), а також продовжував створювати нові інтерпретації відомих тем, таких як «Петрушка».
З 2001 по 2008 роки директором та головним хореографом Фінського національного балету була данська балерина Дінна Бйорн.